# Paul Müller (Eishockeyspieler, 1913)
Paul Jakob «Putzi» Müller (auch Peter Müller; * 30. Oktober 1913 in Hirschthal AG; † 6. Januar 2008 in Davos) war ein Schweizer Eishockeyspieler. Sein Vater Paul Müller senior war ebenfalls Eishockeyspieler und Gründer des HC Davos.

## Karriere
Paul Müller besuchte von 1921 bis 1929 die Schule in Davos, anschliessend folgten zwei Jahre an der Kantonsschule in Chur. Später studierte er Zahnmedizin an den Universitäten Zürich, Basel und Fribourg sowie der Loyola Dental School in Illinois.
Paul Müller gehörte in den 1930er Jahren dem Kader der Schweizer Eishockeynationalmannschaft an und nahm mit dieser an den Weltmeisterschaften 1933, 1934 und 1935 teil. Auf Vereinsebene spielte er für den Grasshopper Club Zürich, mit dem er am Spengler Cup 1932, 1933 und 1934 teilnahm. Bei einem Sturz vor der Saison 1935/36 brach er sich den Arm, verbrachte einige Zeit in einem Militärspital in St. Gallen und musste letztlich seine Spielerkarriere im Alter von 22 Jahren beenden.
Während des Zweiten Weltkriegs diente er in einem Sanitätskorps. Von 1947 bis 1963 war er Präsident des HC Davos, der 1921 von seinem Vater gegründet worden war.
Er führte in Davos eine Zahnarztpraxis und war jahrelang Präsident der Luftseilbahn Schatzalp-Strelapass (LSSt) und des zugehörigen Skigebietes Strela.

## Erfolge und Auszeichnungen
- 1933 Bronzemedaille bei der Europameisterschaft
- 1934 Silbermedaille bei der Europameisterschaft
- 1935 Silbermedaille bei der Weltmeisterschaft
  - Goldmedaille bei der Europameisterschaft